# أولغا فرولوفا
أولغا فرولوفا (بالروسية: Óльга Пáвловна Фролóва)‏ هي لغوية روسية، ولدت في 30 يناير 1931 في منشوريا في الصين، وتوفيت في 27 أبريل 2018.